# Versalles
Versalles (en francés: Versailles, [vɛʁ.sɑj] versái) es una ciudad de la región parisina, 17,1 km al oeste del centro de París. Es la prefectura (capital) del departamento de Yvelines. Fue la capital del reino de Francia, desde finales del siglo XVII y durante casi todo el siglo XVIII. Actualmente es un elegante suburbio del área metropolitana de París y un importante centro administrativo y judicial. En el 2008, la población de la ciudad era de 86 400 habitantes (según estimaciones), por debajo del máximo de 94 145 habitantes, alcanzados en 1975.

## La sede de poder
Versalles fue la capital no oficial del reino de Francia a partir de mayo de 1682 (cuando el rey Luis XIV trasladó la corte y el gobierno permanentemente a Versalles) hasta septiembre de 1715 (la muerte de Luis XIV y regencia, con el regente Felipe de Orléans volviendo a París), y luego otra vez a partir de junio de 1722 (cuando Luis XV volvió a Versalles permanentemente) hasta octubre de 1789 (cuando la gente de París forzó a Luis XVI a volver a París). Durante el período entero, París siguió como la capital oficial de Francia, y el palacio real oficial fue el Palacio del Louvre, pero los asuntos prácticos del gobierno fueron conducidos desde Versalles y Versalles fue considerada como la verdadera capital.
Versalles se convirtió otra vez en la capital no oficial de Francia a partir de marzo de 1871, cuando el gobierno francés se refugió en Versalles debido a la insurrección de la Comuna de París, hasta noviembre de 1879, cuando los recientemente electos diputados republicanos de izquierda trasladaron una vez más el gobierno a París.
Versalles fue designada prefectura (capital) del departamento de Sena y Oise (Seine-et-Oise) en marzo de 1790 (el departamento tenía aproximadamente 100 400 habitantes en el momento de su creación). Antes de los años sesenta, con el crecimiento de los suburbios parisienses, este departamento había alcanzado a casi tres millones de habitantes y fue considerado demasiado grande e ingobernable, y así fue dividido en tres departamentos en enero de 1968. Versalles sería la prefectura de Yvelines, el fragmento más grande del antiguo Sena y Oise. En el censo de 1999 el departamento Yvelines tenía 1 354 304 habitantes.
Versalles es la sede de una diócesis católica que fue creada en 1790: la diócesis de Versalles, sufragánea de la arquidiócesis de París.
En 1975 Versalles se hizo la sede del Tribunal de apelación cuya jurisdicción cubre los alrededores occidentales de París.
Desde 1972, Versalles ha sido la sede de una de las 30 académies (distritos) de escala nacional de Francia del Ministerio de Educación Nacional. La Académie de Versailles, la más grande de las 30 académies de Francia por su número de pupilos y estudiantes, es responsable de supervisar todas las escuelas primarias y los institutos de los alrededores occidentales de París.
Versalles es también un nodo importante para el ejército francés, una tradición que remonta a la monarquía, como por ejemplo el campo militar de Satory y otras instituciones.

## Geografía
Versalles se localiza a 16,8 km al oesudoeste del centro de París (en línea recta). La ciudad se asienta sobre una meseta elevada de 394 a 140 metros sobre el nivel del mar (mientras que la altitud del centro de París es solo 33 m sobre el nivel de mar), rodeada por colinas boscosas: en el norte los bosques de Marly y Fausses-Reposes, en el sur los bosques de Satory y en el este los bosques de Meudon y de Vélizy.

## Demografía
| 35 093 | 27 574 | 26 974 | 27 528 | 35 412 | 29 209 | 34 901 | 35 367 | 39 306 | 43 899 | 44 021 | 61 686 | 49 847 | 48 324 | 49 852 | 51 679 | 54 874 | 54 982 | 54 820 | 60 458 | 64 753 | 68 574 | 66 859 | 73 839 | 70 141 | 84 445 | 86 759 | 90 829 | 94 145 | 91 494 | 87 789 | 85 726 | 86 400 | 86 979 |
| Para los censos de 1962 a 1999 la población legal corresponde a la población sin duplicidades (Fuente: INSEE [Consultar]) |        |        |        |        |        |        |        |        |        |        |        |        |        |        |        |        |        |        |        |        |        |        |        |        |        |        |        |        |        |        |        |        |        |

## Historia
El nombre de Versalles aparece por primera vez en un documento medieval que data del 1038 d. C.
En el sistema feudal de Francia medieval, los señores de Versalles estuvieron directamente por debajo del rey de Francia, sin jefes supremos intermediarios entre ellos y el rey; aún ellos no eran señores muy importantes. Al final del siglo XI el pueblo se asentó alrededor de un castillo medieval y la iglesia de Saint Julien. Su actividad agrícola y su ubicación en la carretera de París a Dreux y Normandía trajo la prosperidad a la aldea, que culminaron en el final del siglo XIII (conocido en Francia como el «Siglo de San Luis», y famoso por la prosperidad de Francia del norte y la construcción de catedrales góticas). El siglo XIV trajo la Peste Negra y la Guerra de los Cien Años, y con ella la muerte y la destrucción. Al final de la Guerra de los Cien Años en el siglo XV, el pueblo comenzó a recuperarse, con una población de solo 100 habitantes.
En 1561, Martial de Loménie, secretario de estado de las finanzas bajo el rey Carlos IX, se convirtió en señor de Versalles. Obtuvo permiso para establecer cuatro ferias anuales y un mercado semanal los jueves. La población de Versalles era de 500 habitantes. Marcial de Loménie fue asesinado durante la masacre de San Bartolomé (24 de agosto de 1572). En 1575 Albert de Gondi, un hombre de Florencia que había llegado a Francia junto con Catalina de Médici, compró el señorío de Versalles.
A principios de la Revolución Francesa, Luis XVI vivía aquí, pero tras la subida el precio del pan, entre el 5 y 6 de octubre de 1789 se produjo la Marcha de las Mujeres, en la que mujeres y revolucionarios fueron a protestar a Versalles, lo que obligó a Luis XVI a volver con ellos a París, residiendo en el Palacio de las Tullerías.

### Luis XIII

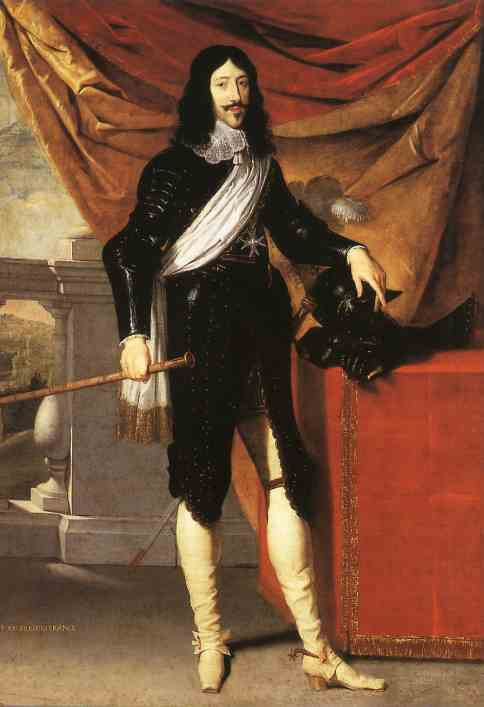
Luis XIII, el constructor del original Palacio de Versalles.

De allí en adelante Versalles era la posesión de la familia de Gondi, una familia de parlamentarios ricos e influyentes en el parlamento de París. Varias veces durante los años 1610, Gondi invitó al rey Luis XIII a cazar en los bosques grandes de Versalles.
En 1622 el rey se hizo propietario de un coto de bosque en Versalles para su caza privada. En 1624 compró un pedazo de tierra y ordenó a Philibert Le Roy construir allí una pequeña casa; «El castillo del caballero» de ladrillos rojos de piedra y con una azotea de pizarra.
Esta pequeña residencia fue donde tuvo lugar el históricamente famoso «Día de los Simples», 10 de noviembre de 1630, cuando el partido de la Reina Madre fue derrotado y el cardenal Richelieu, confirmado como el primer ministro. En 1632, el rey obtuvo de Gondi el señorío de Versalles. El castillo fue ampliado entre 1632 y 1634. A la muerte de Luis XIII, en 1643, el pueblo tenía 1000 habitantes.

### Luis XIV
El hijo y sucesor de Luis XIII, Luis XIV tenía solo cinco años al ascender al trono y residió en París. Veinte años más tarde, en 1661, cuando comenzó su propio reinado, mostró interés en Versalles. La idea de dejar París, donde había experimentado directamente la insurrección de la Fronda siendo un niño, nunca lo había abandonado. 
Luis XIV comisionó a su arquitecto Le Vau y su paisajista Le Nôtre para transformar el castillo de su padre, así como el parque, para acomodar la corte real. En 1678, después del Tratado de Nimega, el rey decidió que la corte y el gobierno serían establecidos permanentemente en Versalles, lo que sucedió el 6 de mayo de 1682.

## Cultura

### Personajes célebres
- Luis XIV (1638-1715), rey de Francia de 1643 a 1715.
- Luis XV (1710-1774), rey de Francia de 1715 a 1774.
- Luis XVI (1754-1793), rey de Francia de 1774 a 1789; después rey de los Franceses de 1789 a 1792.
- Luis XVII (1785-1795).
- Luis XVIII (1755-1824), rey de Francia desde abril de 1814 a marzo de 1815 y de 1815 a 1824.
- Carlos X (1757-1836), rey de 1824 a 1830.
- Mariscal Louis Alexandre Berthier (1753-1815), jefe del Estado Mayor de la Grande Armée de Napoleón I.
- General Lazare Hoche (1768-1797).
- Agathe de Rambaud (1764-1853).
- General del Imperio Gaspard Gourgaud (1783-1852).
- Ali, Louis Etienne Saint-Denis (1788-1856), llamado «el Mameluco» de Napoléon.
- Ferdinand de Lesseps (1805-1894).
- François Achille Bazaine (1811-1864), mariscal de Napoleón III (1864).
- Camille Auguste Mercier (1848-1881), organizador de la Biblioteca popular de Versalles.
- Jean-Antoine Houdon, escultor.
- Cardenal Pierre-Marie Gerlier (1880-1965), arzobispo de Lyon (1937-1965).
- Arnaud Bonnamy, (1972), químico.
- Bruno Podalydès, (1961), guionista, realizador, actor.
- Denis Podalydès, (1963), guionista, actor, director de escena (hermano de Bruno Podalydès).
- Michel Gondry, (1963), realizador.
- Jean-Benoît Dunckel (1969), músico, miembro del grupo Air.
- Fuzati (1981), músico-MC.
- Petois (1983), Personaje típico del barrio de Versalles
- Étienne Pinte, alcalde de Versailles en 1995.
- Virginie Gervais, modelo erótica.
- Phoenix (banda), grupo de rock alternativo
- Felipe V de España, (1683-1746), rey de España

### Personajes célebres fallecidos en Versalles
- Luis XIV murió de gangrena el 1 de septiembre de 1715.
- Madame de Pompadour murió el 15 de abril de 1764.
- Luis XV murió de viruela el 10 de mayo de 1774.
- Auguste Warnier, diputado de Argel, murió el 15 de marzo de 1875.

### Monumentos
El Palacio de Versalles fue la sede de la corte de los reyes de Francia Luis XIV, Luis XV, y Luis XVI. En él se celebraron y firmaron diferentes acuerdos y tratados. Entre ellos, aquel por el cual Gran Bretaña reconoció la Independencia de los Estados Unidos (1783). En el mismo palacio, en la Galería de los Espejos, se proclamó la unificación de Alemania bajo el Káiser, el llamado II Reich (1871), y también se firmó el Tratado (1919) que puso fin a la Primera Guerra Mundial.
Todavía hoy, es el lugar en el cual se reúnen en congreso los diputados y senadores franceses para ratificar todas las modificaciones de la Constitución.
- Gran Trianón
- Pequeño Trianón
- La sala del juego de pelota
- Las caballerizas de la reina
- El huerto del rey
- La iglesia de Notre-Dame
- La catedral de San Luis
- La iglesia de Saint Symphorien
- El claustro de los recoletos
- El Liceo Hoche (antiguo convento de la Reina)
- La estación de Versalles-Rive-Gauche, edificio de piedra, hierro y cristal, inaugurada en 1840 (término de la línea C del RER)

### Museos
- Museo Lambinet
- Museo de las carrozas
- Museo del Parlamento
- La «osmoteca» (memoria viva de los perfumes)

## Educación
- Instituto superior internacional del perfume, de la cosmética y de la aromática alimentaria
- Universidad de Versailles Saint Quentin en Yvelines

## Acontecimientos
El municipio celebra cada año en junio el Mes de Molière, durante el cual se representan en las calles de la ciudad diferentes escenas de las obras del principal dramaturgo francés.
También el 28 de junio del año 1919, en la sala de los espejos del palacio, se firmó el Tratado de Versalles.

## Ciudades hermanadas
Versalles mantiene un hermanamiento de ciudades con:
- Gyeongju, Gyeongsang del Norte, Corea del Sur.
- Nara, Japón.
- Pushkin, Noroeste, Rusia.
- Taipéi, República de China.
- Gießen, Hesse, Alemania.